# ヴァイマル共和国軍
ヴァイマル共和国軍（ヴァイマルきょうわこくぐん、ドイツ語: Reichswehr　ライヒスヴェーア）は、1919年から1935年までドイツ国が保有した軍隊の名称である。共和国軍は陸軍（Reichsheer）と海軍（Reichsmarine）から成り、空軍は禁止されていた。
「Reichswehr」は「国（ライヒ）の防衛隊」を意味し、日本語では「国軍」「国防軍」などと訳される他、存在した時期がほぼヴァイマル共和政時代と一致するので「ヴァイマル共和国軍」や「ドイツ共和国軍」とも訳される。ただし、「国防軍」という語はドイツ再軍備宣言後の軍隊、すなわち「Wehrmacht」(ヴェーアマハト)を指すことが多い。

## 歴史

### ドイツ革命期の混乱
第一次世界大戦の敗戦とドイツ革命の混乱、ドイツ帝国陸軍（Deutsches Heer）及びドイツ帝国海軍（Kaiserliche Marine）は混乱状態にあった。各地や軍港では労働者と連帯した兵士がレーテを結成し、軍隊の上下秩序も崩壊しつつあった。特に反乱が続発した海軍は指導部および軍令部が廃止され、海軍省がかろうじて存続しているのみという状態であった。
陸軍参謀次長となっていたヴィルヘルム・グレーナーは軍の存続をはかるため、共和国政府と協調することを考え、ドイツ社会民主党のフリードリヒ・エーベルトと秘密協定を結び、共和国政府を支持するかわりに軍の存続をはかるという合意を得た（エーベルト・グレーナー協定）。レーテの左派は一時期海軍の指導権を握るほどの勢力を持ち、軍の階級を廃止して指揮官の選挙を行う「ハンブルク条項」が採択されるほどの情勢であった。しかしやがて社会民主党政府が勢力拡大し、左派的な軍内部の勢力は政治的に追い詰められていった。しかし人民海兵団をはじめとする左派的な兵力はなおもベルリン内部に残存しており、休戦協定によって、兵員の縮小を余儀なくされていた陸軍にはこれを鎮圧する兵力はなかった。このため軍から退いた将校や兵による義勇軍（フライコール）がこうした左派との戦闘の全面に立つことになった。1919年1月のスパルタクス団蜂起の鎮圧はこのフライコールが主戦力となり、以降軍内部の左派運動は次第に沈静化されていった。

### 共和国軍の成立

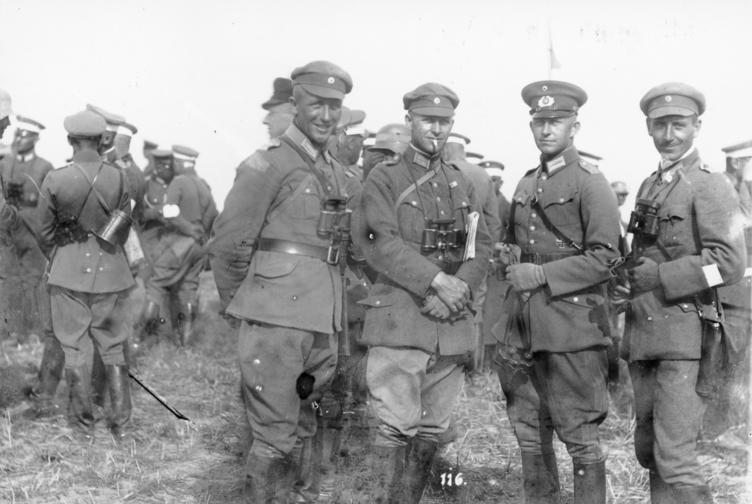
共和国軍の将校たち。右から2番目はアルフレート・ヨードル大尉（1926年、第5師団と第7師団の演習にて撮影）

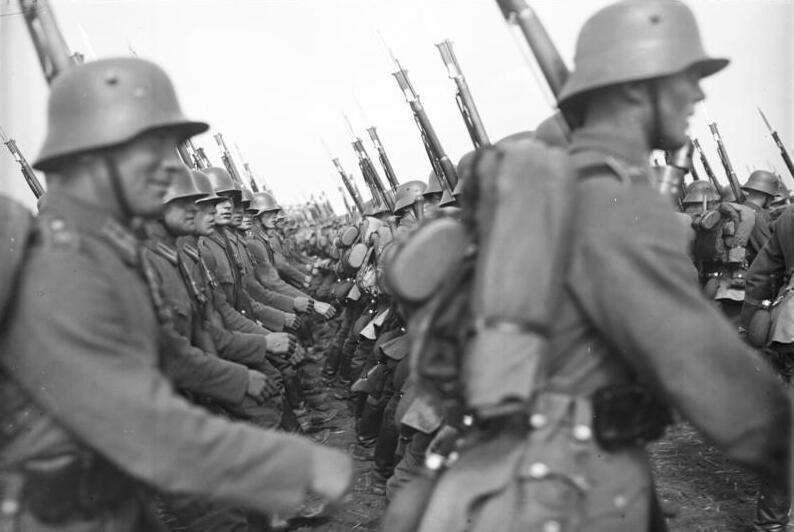
分列行進する共和国軍の将兵（1930年、軍事演習の観閲式にて撮影）

1919年3月6日、制憲議会は暫定共和国軍（Reichswehr）の発足を認める法律を制定し、12日に公布した。同時に統轄官庁としての国軍省（de:Reichswehrministerium）が成立している。4月16日には、海軍も暫定共和国海軍（vorläufige Reichsmarine）としての存続を認められている。1919年6月28日に連合国との間に締結されたヴェルサイユ条約では、陸軍兵力が10万人（将校は1400人）、海軍兵力が1万5000人（将校1500人）に制限され、大量の軍人の解雇を迫られた。この人員制限から共和国軍は「10万人陸軍」とも呼ばれる。また共和国軍に様々な制約が課された。戦車、装甲戦闘車両、航空機、航空母艦、大型戦闘艦、潜水艦、毒ガス、重火器など近代兵器はすべて保有を禁止された。大砲の口径は陸軍で最大105mm、海軍では最大203mmまでとされた。徴兵制を実施することも禁止され、参謀本部を置くことさえも禁止された。この軍備制限に対する反発は、やがて共和国政府に対する反感の元となり、軍の一部によるクーデターカップ一揆が発生した。この反乱は陸軍が中立の立場を取ったこともあって失敗し、エアハルト海兵旅団など多くの参加者を出した海軍の影響力はさらに失墜することになった。このため海軍は「共和国の醜い継子」とまで呼ばれるようになった。また軍から追われた者達はフライコールやその後継組織に入り、政治運動に参加することになった。
1921年3月には防衛法が制定され、ドイツ国大統領が軍の最高司令官となるなどの法整備が行われた。この法律では同時に軍人の政治活動や政党への入党も禁止され、軍は共和政治から超然とした姿勢を取る「国家の中の国家」と呼ばれるようになった。さらに実質的な軍の指導者であったハンス・フォン・ゼークトの指導により、軍は共和国政府に無断で秘密再軍備を開始していた。参謀本部も「兵務局（Truppenamt）」と名前を偽装して活動を継続している。ゼークトは有事の際にはエリート軍が多数の民兵を指導する体制を構想していた。軍事技術の維持を図るため、中華民国（中独合作）やボリビアなどの国への軍事顧問を送るなどの活動も行われ始めた。またラパッロ条約の秘密協定によるソビエト連邦との軍事協力が行われたのもこの時期である。

### 相次ぐスキャンダル
1926年10月、ゼークトは皇帝の孫ヴィルヘルム・フォン・プロイセン (1906-1940)を式典に招待したことが原因で解任された。軍最大の実力者であったゼークトの失脚後、国防相オットー・ゲスラーは秘密再軍備への共和国政府の協力を求めるようになり、政府側もこの動きに接近しつつあった。1927年8月8日には海軍のヴァルター・ローマン大佐がフェーブス映画会社（Phoebus-Film AG）に、海軍の秘密資金から融資をしていたことが発覚し、これが原因となって軍が秘密再軍備を行っていたことが発覚した（ローマン事件）。ゲスラーは攻撃を受けて辞職し、グレーナーが国防相に就任した。グレーナーは軍が単独行動出来る時代は過ぎ去ったと考え、秘密再軍備を政府の公認したものとするように制度を変更した。ただし、国会に対しては報告は行われなかった。
また「装甲艦A（Panzerkreuzer A、ドイッチュラント級装甲艦）」の建造予算を巡っての政争も勃発した。社会民主党は「装甲艦のかわりに子供の給食を（Kinderspeisung statt Panzerkreuzer）」というキャンペーンを行って選挙に勝利したが、軍の要求で予算を復活させるという事件も起きた。

### 共和国崩壊期の軍

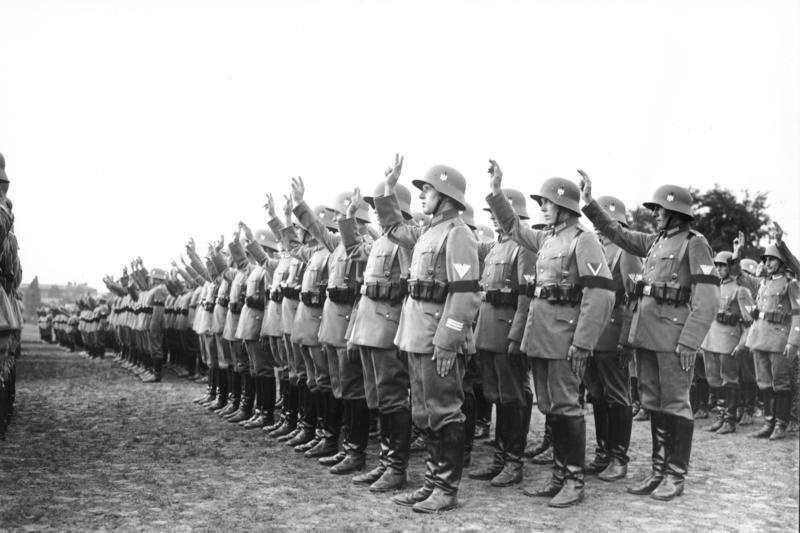
新たな国家元首となった（総統）アドルフ・ヒトラーへの忠誠宣誓を行う共和国軍将兵（1934年）

世界恐慌の後、ドイツ政界の動揺はより激しくなった。パウル・フォン・ヒンデンブルク大統領は議会に信を置かず、自らが信任した内閣と、側近による政治運営を行っていた。この時期、ヒンデンブルク側近の代表となり、強い影響力を行使したのが、国防相官房長であったクルト・フォン・シュライヒャーであった。シュライヒャーはグレーナーや複数の首相を失脚させるなどしてついには首相となったが、折から台頭していた国家社会主義ドイツ労働者党（NSDAP, ナチ党）をはじめとする政治勢力や、ヒンデンブルクの信任を失って失脚した。またこの時期、シュライヒャーやフランツ・フォン・パーペンらは軍によるクーデターを起こして国会勢力を制圧しようと考えたが、軍やヒンデンブルクの支持が得られなかったために実行していない。いずれにしろシュライヒャーの失脚は、ヒトラー内閣の成立を呼び込むことになった。
政権掌握したナチ党には、突撃隊という巨大準軍事組織が存在した。海外からは突撃隊が軍事組織であるという指摘もたびたび行われ、アドルフ・ヒトラー首相はこれを口実に1933年10月14日にジュネーブ軍縮会議と国際連盟からの離脱を表明している。ヒトラーは突撃隊を軍にするつもりはないと明言していたが、突撃隊幕僚長エルンスト・レームらは、突撃隊が新たな軍になる「第二革命」を目指していた。共和国軍と突撃隊の間では協力関係を構築するための折衝がたびたび行われたが、失敗している。レームは軍に取って代わる意志を捨てず、危機感を持った国防相官房長ヴァルター・フォン・ライヒェナウは、ヘルマン・ゲーリングや親衛隊に接近し、「長いナイフの夜」による突撃隊粛清に協力することになった。この事件では軍の将官であるシュライヒャーとフェルディナント・フォン・ブレドウも殺害されているが、「ゴムのライオン」と評されるナチス協調主義者であったヴェルナー・フォン・ブロンベルク国防相は強い反発を見せなかった。1934年8月にヒンデンブルクが死亡し、ヒトラーが国家元首（総統）となると、軍は忠誠対象をヒトラー個人とするよう忠誠宣誓を修正している。

### 国防軍への変容
1935年2月26日には陸軍総司令部（OKH）、海軍総司令部（OKM）、空軍総司令部（OKL）が設置され、陸海空の三軍が成立した。3月16日、総統アドルフ・ヒトラーは徴兵制の復活を宣言し、軍は名称を国防軍(Wehrmacht)と変更した。

## 兵器開発
戦闘機を旅客機・戦車を農業用トラクターと称し、郵便配達人の自衛用との名目で小銃（Kar98k）を開発、新型の機関銃や火砲に敗戦前の年式を付けて開発時期を偽装（MG15や7.5 cm leIG 18、10.5cm leFH 18、8.8 FlaK 18など）するなど、あの手この手で軍備を整え技術を高めていった。1919年にはスペイン・オランダ・スウェーデン・日本など比較的中立的かつ生産設備が整った外国で航空機や戦車や潜水艦Uボートの建造を行った。武装民兵集団に大量の武器を提供して名目上、軍の武器にならぬように工作した。軍事演習をソ連でおこなったこともある。
条約の監視をかいくぐるため、様々な兵器の開発が行われた。重機関銃と軽機関銃を兼ねる名作汎用機関銃MG-34/42や世界初の弾道ミサイルV-2（A-4）等が開発されている。またドイッチュラント級装甲艦も条約の制限を逃れる形で作られている。